# Kluci (film, 2014)
Kluci (v originále Jongens) je nizozemský hraný film z roku 2014, který režírovala Mischa Kamp. Film popisuje vztah dvou dospívajících členů sportovního týmu. Snímek získal na Mezinárodním festivalu filmů pro děti a mládež ve Zlíně několik ocenění.

## Děj
15letý Sieger žije po smrti matky s otcem a starším bratrem Eddym. Sieger se věnuje štafetovému běhu a spolu s kamarádem Stefem a dalšími dvěma chlapci je vybrán do B-týmu juniorů. Siegera zde zaujme Marc, který ho jednoho večera o samotě políbí. Sieger ho však ujišťuje, že není gay. Stef začne chodit s dívkou Kim, jejíž kamarádka Jessica se velmi zajímá o Siegera. Marc se v průběhu víkendového soustředění sblíží se Siegerem. Když se ale Marc dozví, že Sieger chodí s Jessicou, velmi se ho to dotkne, a jejich vztah ochladne. Sieger se musí rozhodnout, ke komu cítí opravdovou náklonnost.

## Obsazení
| Gijs Blom            | Sieger  |
| Ko Zandvliet         | Marc    |
| Jonas Smulders       | Eddy    |
| Ton Kas              | otec    |
| Stijn Taverne        | Stef    |
| Myron Wouts          | Tom     |
| Ferdi Stofmeel       | trenér  |
| Lotte Razoux Schultz | Jessica |
| Rachelle Verdel      | Kim     |

## Ocenění
- Film festival Zlín:
  - Hlavní cena mládežnické poroty za nejlepší hraný film pro mládež
  - Cena ekumenické poroty
  - cena diváků Zlaté jablko za nejúspěšnější hraný film
  - Cena Miloše Macourka za nejlepší mládežnický herecký výkon (Gijs Blom)
- Internationaler Kinderfilmfestival „Lucas“ ve Frankfurtu nad Mohanem: cena Petera Ustinova[2]